# تربة المريخ

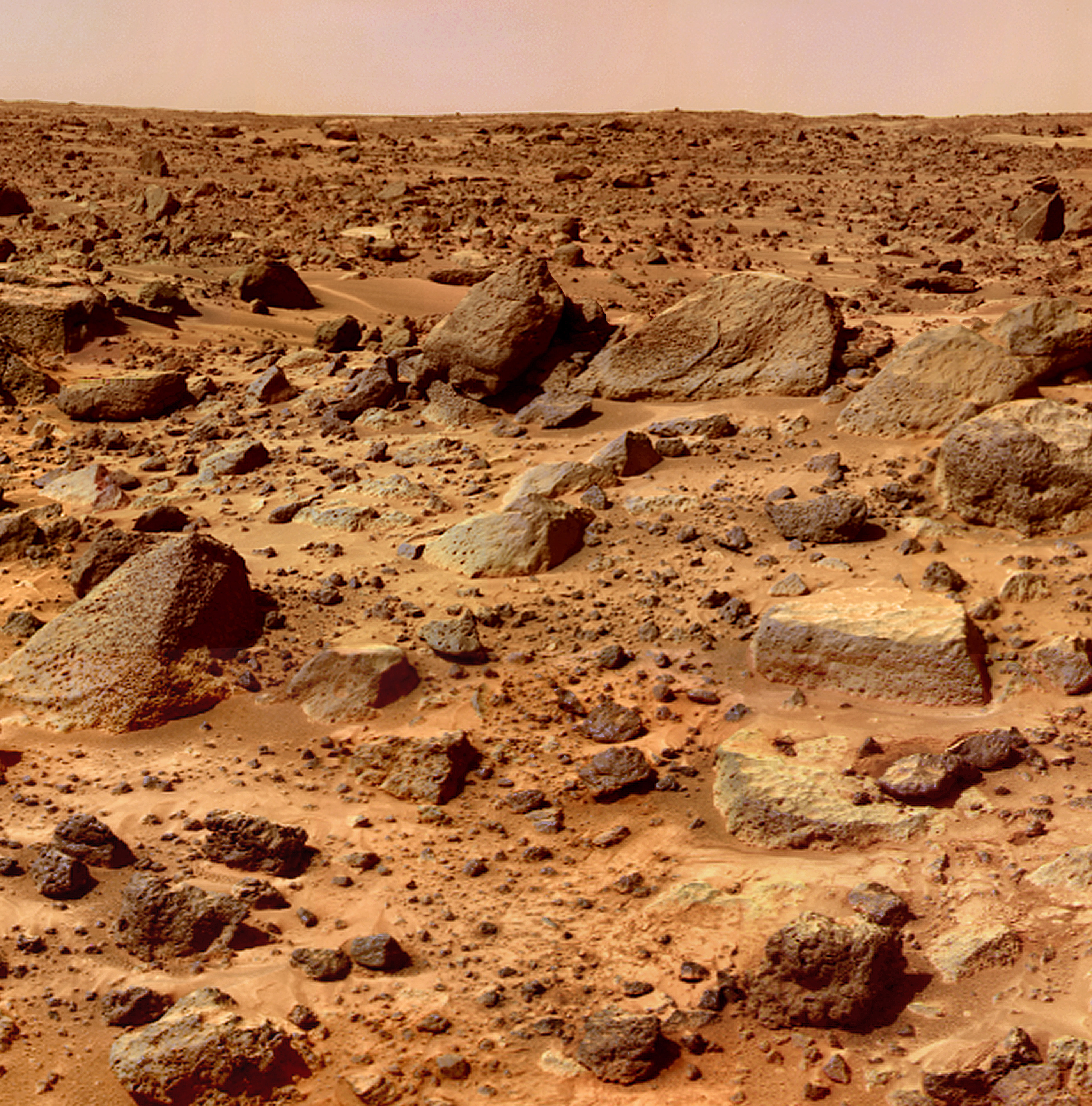
صخور المريخ.

تربة المريخ هي الحطام الصخري الدقيق الموجود على سطح المريخ. يمكن أن تختلف خصائصه بشكل كبير عن خصائص التربة الأرضية، بما في ذلك سميته بسبب وجود البيركلورات فيه. يشير مصطلح تربة المريخ عادةً إلى الجزء الدقيق من الحطام الصخري. حتى الآن، لم تتم إعادة أي عينات مريخية إلى الأرض، وهو هدف مهمة إعادة عينات مريخية، ولكن تربة المريخ دُرست عن بُعد باستخدام مركبات المريخ المتجولة والمدارية.
على الأرض، عادةً ما يشمل مصطلح «التربة» المحتوى العضوي. في المقابل، يستعمل علماء الكواكب تعريفًا وظيفيًا للتربة لتمييزها عن الصخور. يشمل مصطلح الصخور عمومًا المواد بعرض 10 سنتيمتر أو أكثر (مثلًا، الشظايا والمدملكات والبروزات المكشوفة) ذات القصور الذاتي الحراري العالي، والكسور المساحية المتوافقة مع بيانات أداة التخطيط الحراري بالأشعة تحت الحمراء لمركبة فايكنغ (آي ي تي إم)، والتي لا تتحرك في ظل الظروف الريحية الحالية. وبالتالي، تُصنف الصخور على أنها حبيبات أكبر من الحصى على مقياس وينتوورث.
يتيح هذا النهج توحيد طرق الاستشعار عن بعد المريخية التي تشمل الطيف الكهرومغناطيسي من أشعة جاما إلى موجات الراديو. يشير مصطلح «التربة» إلى جميع المواد الأخرى، غير المدمجة عادةً، ذات الحبيبات الدقيقة بدرجة تسمح للرياح بتحريكها. وبالتالي تشتمل التربة مجموعة متنوعة من مكونات الحطام الصخري التي تُحدد في مواقع هبوط المركبات الفضائية. تشمل الأمثلة النموذجية: الدروع الباطنية والصخر الفتاتي والكتل المتحجرة والانجرافات والغبار والشظايا الصخرية والرمل. يعزز التعريف الوظيفي التعريف العام الذي اقتُرح مؤخرًا للتربة على الأجسام الأرضية (بما في ذلك الكويكبات والأقمار الصناعية) باعتبارها طبقة سطحية متعرضة للتجوية الكيميائية غير مدمجة من المواد العضوية أو المعدنية ذات الحبيبات الدقيقة التي تتجاوز سماكتها السنتيمتر، مع أو بدون عناصر خشنة وأجزاء متحجرة.
يشير غبار المريخ عمومًا إلى مواد دقيقة بدرجة أكبر من تربة المريخ، التي يقل قطرها عن 30 ميكرومتر. هناك خلاف حول أهمية تعريف التربة بسبب عدم وجود مفهوم متكامل للتربة في الكتب والأبحاث العلمية. اعتُمد التعريف التداولي «وسيط لنمو النبات» بشكل شائع في مجتمع علوم الكواكب، لكن تعريفًا أكثر تعقيدًا يصف التربة بأنها «مواد مُعدلة حيويًا جيوكيميائيًا/فيزيائيًا على سطح جرم كوكبي يحتوي على رواسب تلوريومية خارج كوكب الأرض». يؤكد هذا التعريف أن التربة هي مواد تحتفظ بمعلومات عن التاريخ البيئي ولا تحتاج إلى وجود الحياة لتشكيلها.

## السمية
تُعتبر تربة المريخ سامة بسبب التركيزات العالية نسبيًا لمركبات البيركلورات المحتوية على الكلور. اكتُشف عنصر الكلور لأول مرة من قِبل مركبة سوجورنر المريخية المتجولة، وجرى تأكيد وجوده بواسطة مركبة سبيريت وأبورتيونيتي وكيوريوسيتي. وقد اكتشفت مركبة مارس أوديسي المدارية البركلورات عبر سطح المريخ.
لأول مرة، اكتشفت مركبة الهبوط فينكس التابعة لناسا المُركبات ذات الأساس الكلوري مثل الكالسيوم البيركلوري. تبلغ النسبة المكتشفة في تربة المريخ نحو 0.5 %، وهي نسبة تُعتبر سامةً للإنسان. هذه المركبات سامة أيضًا للنباتات. وجدت دراسة أجريت عام 2013 أن نسبة التركيز المشابه لتلك الموجودة على المريخ (0.5 جرام لكل لتر) تسبب:
- انخفاضًا كبيرًا في محتوى الكلوروفيل في أوراق النبات
- انخفاضًا في القدرة المؤكسدة لجذور النبات
- تقليلًا في حجم النباتات فوق وتحت الأرض
- تراكمًا للبيركلورات المركزة في أوراق النباتات

أشار التقرير إلى أن أحد أنواع النباتات التي دُرست، ورد النيل سميك الساق، يقاوم البيركلورات ويمكن استخدامه للمساعدة في إزالة الأملاح السامة من البيئة، على الرغم من أن النباتات نفسها ستحتوي في النهاية على تركيز عالٍ من البيركلورات نتيجةً لذلك. هناك أدلة على أن بعض أشكال الحياة البكتيرية قادرة على مقاومة البيركلورات وحتى العيش عليها. مع ذلك، فإن المستويات العالية من الأشعة فوق البنفسجية التي تصل إلى سطح المريخ تؤدي لكسر الروابط الجزيئية، ما ينشئ مواد كيميائية أكثر خطورة والتي تبين في التجارب الأرضية أنها أكثر فتكًا بالبكتيريا من البيركلورات وحدها.

### خطر الغبار
أدركت ناسا منذ فترة طويلة الخطر المحتمل على صحة الإنسان من غبار المريخ الدقيق. حذرت دراسة أجريت عام 2002 من التهديد المحتمل للغبار المريخي، وأجريت دراسة باستخدام السيليكات الأكثر شيوعًا على سطح المريخ: الزبرجد الزيتوني والبيروكسين والفلسبار. وجدت الدراسة أن الغبار يتفاعل مع كميات صغيرة من الماء لإنتاج جزيئات شديدة التفاعل تُنتج أيضًا أثناء تعدين الكوارتز والتي تسبب أمراضًا للرئة عند عمال المناجم على الأرض، بما في ذلك السرطان (أشارت الدراسة أيضًا إلى أن الغبار القمري قد يكون أسوأ على الصحة). 
منذ عام 2005، وضعت مجموعة تحليل برنامج استكشاف المريخ (ميباج) التابعة لناسا هدفًا لتحديد التأثيرات السامة المحتملة للغبار على البشر. أشارت المجموعة في عام 2010، أنه على الرغم من أن مركبة الهبوط فينيكس والمركبيتن الجوالتين سبيريت وأوبورتيونيتي قد ساهمن في الإجابة على هذا السؤال، لم تمتلك أي مركبة الأدوات المناسبة لقياس المواد المسرطنة التي تثير القلق. مركبة مارس 2020 هي مهمة تركز على علم الأحياء الفلكية ستعمل أيضًا على أخذ قياسات لمساعدة مصممي المهمات البشرية المستقبلية على فهم مخاطر غبار المريخ. تستخدم المركبة الأدوات التالية:
- ميدا، مجموعة من أجهزة استشعار الغلاف الجوي صُممت لقياس أشياء مختلفة بما في ذلك الإشعاع وحجم الغبار وشكله.
- بكسل، مطياف فلورية الأشعة السينية صُمم لتحديد التركيب الأولي الدقيق لمواد سطح المريخ. [7]
- شيرلوك، مطياف رامان للأشعة فوق البنفسجية يستخدم التصوير الدقيق وليزر الأشعة فوق البنفسجية لتحديد خصائص المعادن الدقيقة.[8]

ستقوم مهمة مارس 2020 بتخزين عينات يمكن استرجاعها مستقبلًا من خلال مهمة إعادة عينات مريخية. يمكن بعد ذلك الإجابة عن أي أسئلة في المختبرات الأرضية لم نتمكن من الإجابة عليها على المريخ حول سمية غبار الكوكب الأحمر.